# 1984 (film, 1984)
Pour les articles homonymes, voir 1984 (homonymie).
Pour plus de détails, voir Fiche technique et Distribution.
1984 (Nineteen Eighty-Four) est un film britannique réalisé par Michael Radford, sorti en 1984, d'après le roman 1984 de George Orwell.

## Synopsis
En 1984, le monde est dominé par trois grandes puissances, qui se livrent une guerre perpétuelle depuis trente ans : l'Océania, l'Estasia et l'Eurasia.
L'action se déroule en Océania, qui correspond au monde anglo-saxon. L’État est dirigé par un parti unique qui, trente ans auparavant, est arrivé au pouvoir lors d'une « glorieuse révolution » et a instauré un régime collectiviste et totalitaire, dénommé l'« AngSoc ». Le Parti est personnifié par le visage de Big Brother, meneur de la révolution, dont le portrait est omniprésent.
La société est répartie en trois catégories : les membres du « Parti intérieur », les dirigeants, les membres du « Parti extérieur », employés à tous les niveaux dans les fonctions du Parti, et les « Prolétaires », la majorité de la population, qui vit dans des zones qui sont interdites aux membres du Parti. Le Parti, pour pérenniser son pouvoir, ne se contente pas de contrôler les faits et gestes par des télé-écrans qui surveillent tous les espaces de la vie privée des membres du Parti, il vise surtout le contrôle de la Pensée. Pour atteindre cet objectif, il utilise plusieurs moyens : une propagande continuelle contre les ennemis du Parti, l'élaboration d'une Novlangue, qui réduit chaque année un peu plus le vocabulaire, la transformation du passé et des archives. Chacun sait qu'il existe, en outre, une mystérieuse et terrifiante « Police de la Pensée ». 
Winston est un membre du Parti extérieur. Son travail consiste à mettre à jour les archives du quotidien Times, c'est-à-dire à les modifier en fonction des ordres qu'il reçoit. Il lui arrive même de devoir inventer de toutes pièces un héros pour remplacer un article concernant un ancien dirigeant du Parti tombé en disgrâce et dont les traces doivent donc disparaître. Il y a sept ans, Winston s'est rendu en zone prolétarienne et, dans une petite boutique, a acheté un cahier qu'il cache depuis chez lui et dans lequel il livre ses observations, ses sentiments et ses interrogations.
Un jour, il se rend compte qu'une jeune fille l'observe étrangement. Ce qu'il sait d'elle n'a rien de rassurant. Elle fait partie de la « Ligue Anti-sexe », une organisation du Parti dont le but est de décourager les relations sexuelles, de promouvoir le célibat et de faire baisser le taux de mariages. Les scientifiques du Parti ont d'ailleurs reçu pour mission de rechercher les moyens de faire disparaître l'orgasme, dont le caractère incontrôlable pourrait à terme représenter une menace. Sinistre ironie, la jeune fille travaille dans un service où des machines fabriquent des récits pornographiques destinés aux Prolétaires qui, eux, ne sont pas ciblés par l'endoctrinement permanent.
La jeune fille, Julia, finit par faire parvenir à Winston un mot d'amour. Une nouvelle vie commence avec cette relation amoureuse qu'ils doivent tenir secrète. Ils louent une chambre dans la boutique que Winston connaît, située en zone prolétarienne. Julia, rusée et débrouillarde, arrive à dénicher des produits devenus introuvables dans cette période de rationnement, comme du café ou du vrai sucre. En parallèle de cette idylle, Winston se persuade qu'un de ses supérieurs hiérarchiques, O'Brien, membre du Parti intérieur, serait membre de la « Fraternité », une organisation de résistance dirigée par la figure de Goldstein, censé être un ancien compagnon de Big Brother passé à la trahison. Pourtant, il ne connaît de cette mystérieuse organisation et de son supposé leader que ce que la propagande du Parti en dit.
Malgré l'avis de Julia, qui est convaincue que ni Goldstein ni la Fraternité n'existent ailleurs que dans la propagande du Parti, Winston se rend chez O'Brien. Celui-ci lui confie le livre de Goldstein, Théorie et pratique du collectivisme oligarchique, qu'il doit lire et assimiler avant de pouvoir participer à la résistance. Peu de temps après, Winston et Julia sont arrêtés, dans la chambre qu'ils avaient louée, par la Police de la Pensée. Ils sont emmenés séparément au Ministère de la Vérité, où Winston retrouve O'Brien. Celui-ci lui apprend qu'en fait, il le surveille depuis sept ans. Tout en le faisant torturer, il lui apprend qu'il est lui-même l'un des auteurs du soi-disant livre de Goldstein. Les séances de torture culminent avec la Chambre 101, celle où chaque individu subit le pire de ce qui pourrait lui arriver. L'objectif est la reddition totale de l'individu ; c'est ce qui arrive effectivement lorsque Winston s'écrie : « Ne me le faites pas, faites-le à Julia ! » lorsqu'il est confronté à sa terreur viscérale des rats.
Libéré, moralement vaincu et désormais amoureux de Big Brother, Winston peut désormais s'attabler à résoudre des problèmes de jeu d'échecs, dans le Café du Châtaignier. Autrefois, à travers les fenêtres de ce même café, il avait aperçu les visages défaits d'anciens membres du Parti, devenus officiellement des « traîtres » puis passés publiquement aux aveux. Julia vient s’asseoir à sa table. Ils s'avouent s'être mutuellement trahis, et qu'ils ont même trahi leurs sentiments. Après qu'ils se sont quittés, on voit un immense télé-écran, sur lequel Winston confesse tous les crimes et délits qu'il est censé avoir commis.

## Fiche technique
- Titre original : Nineteen Eighty-Four
- Titre français : 1984
- Réalisation : Michael Radford
- Scénario : Michael Radford, d'après le roman 1984, de George Orwell
- Production : Simon Perry, Al Clark, Robert Devereux, John Davis,
- Producteurs exécutifs : Gina Rosenblum et Marvin J. Rosenblum
- Sociétés de production : Umbrella-Rosenblum Films Production et Virgin
- Musique : Dominic Muldowney, Eurythmics
- Photographie : Roger Deakins
- Montage : Tom Priestley
- Décors : Allan Cameron
- Costumes : Emma Porteous
- Pays de production :  Royaume-Uni
- Langue : Anglais
- Format : Couleurs - 1,85:1 - Stéréo - 35 mm
- Genre : Science-fiction, Anticipation, drame
- Durée : 113 minutes
- Dates de sortie :
  - Royaume-Uni : 10 octobre 1984
  - France : 14 novembre 1984
- Classification :
  - France : interdit aux moins de 12 ans lors de sa sortie

## Distribution
- John Hurt (VF : Bernard Tiphaine) : Winston Smith
- Richard Burton (VF : André Falcon) : O'Brien
- Suzanna Hamilton : Julia
- Cyril Cusack : Charrington
- Gregor Fisher (VF : Patrick Préjean) : Parsons
- James Walker : Syme
- Andrew Wilde (en) : Tillotson
- David Trevena : l'ami de Tillotson
- David Cann : Martin
- Anthony Benson : Jones
- Peter Frye : Rutherford
- Roger Lloyd-Pack : Waiter
- Rupert Baderman : Winston enfant
- Corinna Seddon : la mère de Winston
- Martha Parsey : la sœur de Winston
- Bob Flag : Big Brother

## Production

### Tournage
Le tournage s'est déroulé à Londres d'avril à juillet 1984.

### Choix des interprètes
L'acteur Richard Burton, qui était le quatrième choix pour le rôle d’O'Brien, est mort le 5 août 1984, peu après la fin du tournage. Le film lui est dédié dans le générique.

### Musique
Le duo musical Eurythmics a composé des pièces de musique pour la bande originale du film, rassemblés dans l'album 1984 (For the Love of Big Brother). La chanson Sexcrime (Nineteen Eighty-Four), incluse dans cet album, ne figure pas dans le film mais servait de musique de fond aux bandes-annonces de l'époque.
À l'insu du groupe, la musique des Eurythmics a été imposée par le coproducteur Richard Branson, contre l'avis du réalisateur Michael Radford qui avait déjà commandé de son côté une autre musique, au compositeur Dominic Muldowney. Au moment de la sortie du film le réalisateur a publiquement déploré avoir dû utiliser la musique du duo,.
Si on entend quelques musiques des Eurythmics en plus de celles de Muldowney au moment de la sortie du film en salle[réf. nécessaire], elles ont presque disparu de la version director's cut.
La chanteuse du groupe Eurythmics, Annie Lennox, fait une petite apparition dans le film ; on peut l'apercevoir derrière O'Brien (Richard Burton) durant les « deux minutes de la haine ».

## Distinctions

### Récompenses
- Festival international du film de Valladolid 1984 : prix du Meilleur acteur pour John Hurt.
- Festival international du film d'Istanbul 1985 : Tulipe d'or.
- Evening Standard British Film Awards 1985 : prix du Meilleur film et du Meilleur acteur pour John Hurt.

### Nominations
- BAFTA Awards 1985 : nomination au BAFTA des meilleurs décors pour Allan Cameron.
- Festival Fantasporto 1985 : nominations pour le prix du Meilleur film et du Meilleur acteur pour John Hurt.

## Différences entre le roman et le film
- Dans le roman, Winston et Julia se concertent et se rendent chez O'Brien. Celui-ci les questionne en détail sur tout ce qu'ils sont prêts à faire pour la cause de la Fraternité. Dans le film, Winston se rend seul chez O'Brien, et Julia, convaincue que la résistance est une invention de la propagande du régime, ne semble pas avoir été mise au courant de sa démarche.
- À la fin du film, Winston apparaît sur les télé-écrans et expose ses « aveux », comme l'ont fait des membres du Parti intérieur dans la première partie du film . Cette scène est absente du roman.

## Autour du film
- La centrale électrique Battersea Power Station, popularisée par la pochette de l'album Animals (1977) du groupe Pink Floyd, qui est lui aussi fortement inspiré par un autre grand livre d'Orwell, La Ferme des animaux, est visible sur plusieurs plans du film.

## Œuvres similaires
- 1949 : 1984, roman de George Orwell, dont est tiré le film.
- 1954 : 1984, téléfilm britannique de Rudolph Cartier.
- 1956 : 1984, film britannique de Michael Anderson.
- 1965 : 1984 (Nineteen Eighty Four), téléfilm britannique de Christopher Morahan.
- 1985 : Brazil, film britannique de Terry Gilliam.
- 2002 : Equilibrium (film) de Kurt Wimmer.
- 2006 : V pour Vendetta de James McTeigue.
- 1920 : Nous autres roman de Evgueni Zamiatine